# Galagidae
Pour les articles homonymes, voir Galago (homonymie).
Galagonidae · Galagos
Famille
Synonymes
- Galagonidae Gray, 1825

Statut CITES
Les galagos (Galagidae ou Galagonidae) forment une famille de primates regroupant 11 espèces réparties en quatre genres. Les galagos vivent en Afrique où ils sont assez communs dans certaines régions. Ce sont des mammifères de petite taille. Leurs pattes postérieures sont plus longues que les pattes antérieures. Leurs oreilles sont larges et mobiles. Leur queue est très longue. Ils se déplacent rapidement de branche en branche.

## Dénomination
La Commission internationale de nomenclature zoologique a choisi de retenir le terme « Galagidae »  au détriment de « Galagonidae ». Cette première forme a été jugée plus correcte car construite à partir du radical « galag- », issu de l'espèce type Galago senegalensis.

## Liste des genres
Selon ITIS (15 mars 2011) et NCBI (15 mars 2011) :
- genre Euoticus Gray, 1863
- genre Galago É. Geoffroy Saint-Hilaire, 1796
- genre Galagoides A. Smith, 1833
- genre Otolemur Coquerel, 1859
- genre Sciurocheirus Gray, 1872